# Eulerov teorem
Eulerov teorem je jedan od najvažnijih teorema u elementarnoj teoriji brojeva, a tvrdi da je {\displaystyle a^{\varphi {(n)}}\equiv 1{\pmod {n}},} gdje je s {\displaystyle \varphi {(n)}} označena Eulerova funkcija, odnosno funkcija koja svakom prirodnom broju pridružuje broj prirodnih brojeva koji su manji ili jednaki s {\displaystyle n} i relativno prosti s {\displaystyle n.}
Isto tako, teorem je blisko povezan s tzv. Malim Fermatovim teoremom, stavljajući {\displaystyle n=p,} za neki prosti broj {\displaystyle p.}

## Dokaz
Prije samog dokaza iskazat ćemo i dokazati sljedeću lemu.
Lema.
Neka je {\displaystyle S} skup svih relativno prostih brojeva s {\displaystyle n} u intervalu {\displaystyle [1,n].} Možemo pisati {\displaystyle S=\{k_{1},k_{2},...,k_{r}\}.} 
Za skup {\displaystyle S} kažemo da je reducirani sustav ostataka modulo n.
Svi elementi skupa {\displaystyle S'=\{ak_{1},ak_{2},...,ak_{r}\}}
za {\displaystyle a\in \mathbb {N} ,M(a,n)=1} su međusobno nekongruentni modulo {\displaystyle n} i daju ostatke kao elementi skupa {\displaystyle S,}  pri dijeljenju s {\displaystyle n,} ali ne nužno u tom poretku.
Pretpostavimo da su neka dva elementa skupa {\displaystyle S'} kongruenta modulo {\displaystyle n,} odnosno {\displaystyle ak_{i}\equiv ak_{j}{\pmod {n}}} za {\displaystyle i\neq j.} Tada očito {\displaystyle n\mid a(k_{i}-k_{j}),} no {\displaystyle |k_{i}-k_{j}|<n,} što je kontradikcija.
Sada ćemo dokazati drugi dio leme. Očito su svi elementi skupa {\displaystyle S'} relativno prosti s {\displaystyle n.} Prema teoremu o dijeljenju s ostatkom možemo pisati {\displaystyle ak_{i}=qn+r,q,r\in \mathbb {N} ,0<r<n} (*). Dokazujemo da mora vrijediti {\displaystyle M(n,r)=1,} čime je tvrdnja zapravo dokazana. Pretpostavimo suprotno, {\displaystyle M(n,r)=d,d>1.} Tada iz (*) slijedi {\displaystyle d\mid qn+r.} Onda očito {\displaystyle d\mid ak_{i},} a vrijedi {\displaystyle M(k_{i},n)=1,\forall i=\{1,2,...,r\},M(a,n)=1.} Dakle, {\displaystyle d=1,} čime je lema dokazana.
Uočimo da ako prirodan broj {\displaystyle m} daje neki od ostataka iz skupa relativno prostih brojeva s {\displaystyle n} u intervalu {\displaystyle [1,n]} on nužno mora biti relativno prost s {\displaystyle n.} Naime, pomnožimo li bilo koji broj s {\displaystyle l} za koji je {\displaystyle M(n,l)=d>1} njegov će ostatak biti djeljiv s {\displaystyle d} modulo {\displaystyle n.}
Koristeći ovu lemu nije teško dokazati Eulerov teorem. Označimo s {\displaystyle P=k_{1}\cdot k_{2}\cdot ...\cdot k_{r}.} Prema lemi, vrijedi bijekcija {\displaystyle ak_{i}\equiv k_{j}{\pmod {n}}.} Množeći svih {\displaystyle r} kongruencija dobivamo {\displaystyle a^{r}\cdot P\equiv P{\pmod {n}}.} Budući da je {\displaystyle M(n,P)=1} i {\displaystyle r=\varphi {(n)},} slijedi {\displaystyle a^{\varphi {(n)}}\equiv 1{\pmod {n}},} što je i trebalo dokazati.

## Kongruentnost relativno prostih brojeva
Iskazat ćemo i dokazati jedno jednostavno, ali važno svojstvo relativno prostih brojeva.
Neka je {\displaystyle S} skup svih relativno prostih brojeva s brojem 
{\displaystyle n} u intervalu {\displaystyle [1,n].}  Ako je {\displaystyle (a,n)=1,}
tada je {\displaystyle a\equiv x{\pmod {n}},} gdje je {\displaystyle x\in S.}
(Uočimo da tada očigledno vrijedi i {\displaystyle n\equiv x'{\pmod {a}},x'\in S'} gdje je {\displaystyle S'} skup svih relativno prostih brojeva s
{\displaystyle a} u {\displaystyle [1,a].})
Dokaz. 
Pretpostavimo suprotno, tj. da je 
{\displaystyle a\equiv y{\pmod {n}},(y,n)=d>1} uz {\displaystyle y\in \{1,2,...,n-1\}.} No, onda očito (prema Teoremu o dijeljenju s ostatkom) postoji {\displaystyle q\in \mathbb {N} } takav da je {\displaystyle a=qn+y.} Kako {\displaystyle d|y,n} iz posljednje jednadžbe slijedi {\displaystyle d|a,} što povlači {\displaystyle d=1.} Uočimo da su onda i brojevi {\displaystyle ...,a+n,a,...,y,y-n,...} svi redom relativno prosti s {\displaystyle n.}
Drugim riječima, broj {\displaystyle a} relativno prost s {\displaystyle n>1} daje ostatak, {\displaystyle a-kn,k\in \mathbb {Z} } pri dijeljenju s {\displaystyle n} koji je jedan od relativno prostih brojeva s {\displaystyle n} u {\displaystyle [1,n].}

#### Primjeri
Od broja {\displaystyle a>n} oduzimat ćemo {\displaystyle n} onoliko puta dok ne dobijemo broj u intervalu {\displaystyle [0,n-1)}. (Time bismo eventualno mogli dobiti 0, ali samo ako je {\displaystyle a} višekratnik od {\displaystyle n}.)
Uzmimo {\displaystyle n=30}, {\displaystyle a=123}. Očito je {\displaystyle (30,123)=3} pa će biti {\displaystyle 123\equiv 123-30\equiv 123-2\cdot 30{\pmod {30}}} i tako sve do {\displaystyle 123\equiv 3{\pmod {30}}}.
S druge strane, uzmimo {\displaystyle b=127.} Očito je {\displaystyle (30,127)=1} te vrijedi {\displaystyle 127\equiv 127-4\cdot 30{\pmod {30}}} pa je zaista {\displaystyle 127\equiv 7{\pmod {30}}}, a 7 i 30 su relativno prosti.
Uočimo da se ovo lako vidi iz Euklidova algoritma.

### Slučaj kada jea=p−1{\displaystyle a=p-1}
Brojevi {\displaystyle p-1,p} su relativno prosti za svaki prosti broj {\displaystyle p}. Naime, pretpostavimo da {\displaystyle d|p,d|p-1,d>1}. No, tada {\displaystyle d|p-(p-1)=1}, kontradikcija. (Ovo vrijedi za bilo koja dva uzastopna prirodna broja.)
Prema Eulerovom teoremu sada slijedi da je {\displaystyle {(p-1)}^{p-1}\equiv 1{\pmod {p}}}.